# Кордун (комуна)
Кордун (рум. Cordun) — комуна у повіті Нямц в Румунії. До складу комуни входять такі села (дані про населення за 2002 рік):
- Кордун (2470 осіб)
- Пілдешть (3842 особи)
- Сіміонешть (862 особи)

Комуна розташована на відстані 286 км на північ від Бухареста, 39 км на схід від П'ятра-Нямца, 57 км на південний захід від Ясс.

## Населення
За даними перепису населення 2002 року у комуні проживали 7174 особи.
Національний склад населення комуни:
| Національність | Кількість осіб | Відсоток |
| -------------- | -------------- | -------- |
| румуни         | 7167           | 99,9%    |
| угорці         | 4              | 0,1%     |

Рідною мовою назвали:
| Мова      | Кількість осіб | Відсоток |
| --------- | -------------- | -------- |
| румунська | 7166           | 99,9%    |
| угорська  | 3              | < 0,1%   |
| німецька  | 2              | < 0,1%   |

Склад населення комуни за віросповіданням:
| Релігія        | Кількість осіб | Відсоток |
| -------------- | -------------- | -------- |
| римо-католики  | 3786           | 52,8%    |
| православні    | 3342           | 46,6%    |
| п'ятдесятники  | 25             | 0,3%     |
| адвентисти     | 12             | 0,2%     |
| бретрени       | 3              | < 0,1%   |
| реформати      | 2              | < 0,1%   |
| греко-католики | 2              | < 0,1%   |